# 山溪后棱蛇
山溪后棱蛇（学名：Opisthotropis latouchii）为游蛇科后棱蛇属的爬行动物。在中国大陆，分布于浙江、安徽、福建、江西、湖南、广东、广西、四川、贵州等地，生活习性为半水生。其一般生活于山溪中以及喜潜伏岩石、砂砾及腐烂植物下。该物种的模式产地在福建挂墩。其种加词“kuatunensis”意为“福建武夷山市星村镇挂墩的”

## 保护
本种于2023年被收录入《有重要生态、科学、社会价值的陆生野生动物名录》。